# Montserratina bofilliana
Montserratina bofilliana је пуж из реда Stylommatophora и фамилије Hygromiidae.

## Угроженост
Ова врста је на нижем степену опасности од изумирања, и сматра се скоро угроженим таксоном.

## Распрострањење
Шпанија је једино познато природно станиште врсте.

## Станиште
Врста Montserratina bofilliana има станиште на копну.